# Тёплое (станция)
Тёплое — станция Московской железной дороги. Пути в сторону ст. Волово разобраны в 2000 году, в сторону ст. Горбачёво сохраняется исчезающее грузовое движение для нужд газохранилища.

## История
Открыта в 1896 году. Станция Тёплое находилась на 383 километрах от Смоленска, в Крапивенском уезде. Названа по имени находящегося недалеко от неё села Тёплое. Неподалёку от станции, при деревне Озерки и Алексеевском, находились имения Долинина-Иванского и П. И. Левицкого.
В 1911 году со станции Тёплое отправлено более 4 тысяч пассажиров и 1109 тысяч пудов грузов; прибыло грузов 202 тысячи пудов. В отправлении преобладали хлеб в зерне и муке, в прибытии — мануфактура, нефтепродукты и лесные материалы.
До середины 90-х станция активно функционировала. Имелось пассажирское сообщение как в сторону станции Волово так и в сторону города Козельска. Существовало несколько подъездных путей для нужд предприятий и организаций посёлка. Два подъездных пути к газонаполнительной станции, свеклоприёмному пункту, открытой площадке для хранения удобрений и к резервуарам с битумом. Также их активно использовало зверохозяйство «Пушное» для разгрузки рыбных и других кормов, приходивших на станцию в вагонах-рефрижераторах. Ещё два пути подходили к складам/хранилищам минеральных удобрений и ядохимикатов. Рядом путь для приёма/слива нефтепродуктов на нефтебазу. Путь для разгрузки вагонов с углём. Через территорию хлебоприёмного предприятия проходил подъездной путь до ПМК 202. По этому пути осуществлялся вывоз зерна, подвоз щебня, песка, цемента и т. п., а также вывоз сельскохозяйственной продукции со складов овощехранилищ, завозились продовольственные товары на склады РАЙПО. Напротив здания станции существовал путь для погрузки/разгрузки козловым краном. В 90-х был построен современный третий разъездной путь на бетонных шпалах протяженностью около 2 км, но использовался он недолго и был разобан первым. А далее был разобран второй и часть первого пути.

## Галерея
- Оставшиеся пути на станции
- Путь в сторону Горбачево и входной светофор на станцию Теплое
- Бывшее направление на Волово
- Вид на станцию в сторону Горбачево
- Вид на станцию в сторону Горбачево 2